# Donaziano di Châlons
Donaziano (fl. IV secolo) fu vescovo di Châlons, venerato come santo dalla Chiesa cattolica.

## Dati storici e culto
Donaziano è menzionato nella vita di san Memmio, come discepolo del protovescovo di Châlons e suo immediato successore. Un catalogo episcopale di Châlons, risalente al medioevo, menziona Donaziano al 2º posto tra i vescovi Memmio e Domiziano. Secondo questo catalogo, l'episcopato di Donaziano si potrebbe collocare al IV secolo.
Incerta è l'identificazione di Donaziano con il vescovo omonimo, menzionato da Atanasio di Alessandria senza indicazione della sede episcopale di appartenenza, tra i vescovi della Gallia che aderirono alle decisioni del concilio di Sardica (343/344), senza avervi preso parte personalmente. Nella lista dei vescovi che presero parte al concilio di Colonia del 346, concilio ritenuto apocrifo, ma la cui lista episcopale sembra ricalcare quella di Atanasio, Donaziano è menzionato con il nome di Domitianus Cabillonorum, ossia vescovo di Chalon-sur-Saône e non di Châlons-en-Champagne.
Il Martirologio Romano fa memoria di Donaziano il 7 agosto con queste semplici parole:
Prima della riforma del martirologio voluta dal concilio Vaticano II, il 9 agosto si faceva memoria anche del vescovo Domiziano di Châlons, successore di Donaziano.